# Жіноча війна
Жіноча війна, або протести жінок з Аби (англ. Women's War, ігбо Ogu Umunwany, ібібіо Ekong Iban) — протестні феміністські заворушення у Британській Нігерії протягом листопада 1929 року, розпочаті жінками народу ігбо в Бенде проти податкової політики британців, створеної ними колоніальної адміністрації та за збереження традиційно сильних позицій жінок у політиці й економіці Нігерії. З часом до протестів долучилися жінки з інших етнічних груп (ібібіо, іджо), переважно селянки довкола Оверрі та Калабару. 

## Історія організації нігерійських жінок
Жінки в традиційних суспільствах південної Нігерії мали порівняно розвинуті права: завдяки участі в торгівлі та житті кланів вони формували мережі взаємопідтримки та комунікації. На цьому заснована довга історія колективних дій нігерійок. У 1910-х роках жінки в Агбаджі покинули свої домівки на місяць через підозру, що чоловіки вбивають вагітних жінок. Їх колективна відсутність підштовхнула сільських старійшин до дій, спрямованих на вирішення проблем жінок. У 1924 році 3000 жінок у Калабарі висловили протест проти ринкового податку, якого вимагала колоніальна адміністрація. У Південно-Західній Нігерії існували жіночі організації, такі як Асоціація жінок Лагоського ринку, Нігерійська жіноча партія та Союз жінок Абеокута. 

## Причини та події Жіночої війни
Невдоволення, що вилилося в Жіночій війні, накопичувалося довгий час. Колоніалізм змінив становище нігерійок у суспільстві. Традиційно вони могли брати участь в урядуванні, відігравали значну роль на ринку, спільно з чоловіками вели господарство, відіграючи індивідуальну роль у шлюбах. Жінки в подружжі з представниками кланової еліти допускались до політичних справ. Англійці розглядали ці практики як «прояв хаосу і безладу» і тому намагалися створити політичні інститути, які централізували б владу і монополізували б насильство. Поважаючи наявні вождівства, британці посилили адміністрування т. зв. вповноваженим вождівством. Колонізатори (адміністрація та місіонери) обмежували традиційні форми участі жінок у житті суспільства, насаджували патріархальний лад, керуючись бажанням впровадити власний моральний порядок. Крім того, нігерійки були незадоволені збільшенням оплати за школи, корупцією місцевих посадовців та примусом до праці. 
Приводом для початку заворушень стала спроба ввести пряме оподаткування. Пряме оподаткування для чоловіків було запроваджено в 1928 році без серйозних інцидентів, завдяки ретельному інформуванню в попередній рік. Капітан Дж. Кук (Captain J. Cook), чиновник, який прибув у Бенде в вересні 1929, зауважив недоліки в документах перепису населення і майна. Брак інформації про кількість дружин, дітей і худоби в кожному домогосподарстві загрожував коректному збору податків. Він, спираючись на місцевих тубільних помічників, ініціював новий перепис, що й призвело до конфлікту з жінками у Східній Нігерії та стало каталізатором фундаментальних змін у місцевій адміністрації. Нове оподаткування обурило суспільство, що переживало фінансову скруту наприкінці 1920-х. Виробництво і торгівля занепадали, жінки були обтяжені підтримкою сімей і необхідністю допомагати чоловікам сплачувати грошові податки, тому вимагали гарантій від колоніального уряду, що їх не зобов'яжуть платити податки. Зіткнувшись із відмовою, нігерійки вирішили, що не дозволять оцінювати свою власність і не будуть платити податки. Протести підігрівалися брутальними діями виконавців волі колонізаторів.  
Кук оголосив про свій намір декільком вождям тубільного суду (Native Court) містечка Олоко, і приблизно 14 жовтня 1929 року почався перепис. Жінки Олоко запідозрили, що це призведе до розширення прямого оподаткування, яке було накладено на чоловіків минулого року. Не маючи політичної влади в рамках патріархальної колоніальної системи, вони використали колективні дії для того, щоб повідомити про свою незгоду. Більш ніж десять тисяч жінок в Олоко, Бенде, зібрались опротестувати перепис. Протест поширився на більшу частину східного регіону Нігерії протягом наступних чотирьох тижнів і вилився в Жіночу війну (Ogu Umunwanyi). 
З листопада по грудень жінки в багатьох місцевостях на півдні Нігерії від Оверрі до Калабару "висиджували" вождів, подекуди знищували будівлі, майно колоніальної адміністрації та її місцевих колаборантів. 

### Події в Олоко
Марк Емерева допомагав місцевому вповноваженому вождю Окуго провести перепис людей, що живуть в Олоко. 18 листопада в нього спалахнув конфлікт в домі жінки Нван'єруви з клану нгва, після взаємних образ і сутички він повернувся до свого вождя. Зрозумівши, що йдеться про нове оподаткування, Нван'єрува повідомила решту жінок з Олоко. Жінки прийшли до будинку Окуго. Той звинуватив їх у непокорі, сталася сутичка, в якій декілька жінок отримали поранення. 
Звістка про події поширилася в окрузі Бенде, в Умуахії та серед нгва. Зібралося майже 10 тисяч жінок, які вимагали перш за все відставки та засудження Окуго.  

### Учасниці заворушень

#### Трійця жінок з Олоко
Лідерки протесту в Олоко відомі як тріо з Олоко (Oloko Trio): Іконнія, Нваннедія і Нвуго (Ikonnia, Nwannedia, Nwugo). Коли протести стали напруженими, їм деякий час вдавалося втримувати ситуацію, запобігаючи насильству. Проте, після того, як дві жінки загинули при блокуванні колоніальних доріг (що було одною з форм протесту), трійця не змогла заспокоїти гнів протестуючих, внаслідок чого поліція та армія вдерлись до міста.  

#### Мадам Нван'єрува
Завдяки внеску в Жіночу війну, Нван'єрува ввійшла в історію феміністичного та антиколоніального руху. Вона була старшою за більшість керівниць протестів і робила все можливе, щоби зберегти ненасильницький характер протестів. Нван'єрува відома закликом, яким надихались учасниці протестів з інших місцевостей: "Жінки не будуть платити податок аж до кінця світу та зникнення вождів". За її порадою, жінки протестували піснями і танцями, обсівши будинки вповноважених вождів, поки ті не складали повноважень. Інші групи слідували цій моделі, проте на жаль, багато жінок бунтували і нападали на вождів, знищуючи їхні будинки, в результаті чого влада розглядала заворушення як насильницькі та реагувала на них симетрично. 

#### Мадам Мері Окезі
Мері Окезі (1906–1999) була першою жінкою з народу ігбо, яка отримала західну освіту, і викладала в Англіканській місіонерській школі в Умуочам-Аба в 1929 році, коли спалахнуло жіноче повстання. Хоча й не брала безпосередньої участі в ньому, вона дуже симпатизувала справі. Вона була єдиною жінкою, яка подала офіційну скаргу до слідчої комісії, що розслідувала ті події, Доповідь комісії сьогодні є головним джерелом для вивчення повстання. Після повстання Мадам Окезі стала засновницею і лідеркою Асоціації жінок клану нгва і віддала все життя підтримці прав жінок у Нігерії.  

## Засоби та стратегії протесту
Головною тактикою протестів було "сидіння". Грін (1964), Джудіт Ван Аллен (1976) і Мандей Еффіонг Ной (1985) описували це так: жінки оточують будинок винуватця, ображаючи його мужність і знищуючи все, що є цінним для нього. В співах і в танці вони виражають скарги на його поведінку. Вибір одягу, пісні, мови тіла при цьому мають велике значення. Жінки б'ють в стіни його оселі, пошкоджують або обтирають її брудом. Такі дії продовжуються до тих пір, поки винуватець не спокутує провину і не змінить поведінку. Дружина винуватця часто ставала на бік інших жінок, а чоловіки дуже рідко приходили на допомогу. В суспільстві, де жінки позбавлені прав, це часто ставало єдиною і дієвою відповіддю на жорстоке поводження з дружиною або порушення жіночих ринкових привілеїв. В інших випадках жінки вдиралися в суди і, коли їм загрожували поліцейські, починали танцювати і знімати одяг: метод, який використовувався як потужна форма опору (оголеність жінок у багатьох африканських суспільствах є табу, порушення якого давало жінкам силу і увагу, достатню щоб припинити злодіяння, яким вони протидіяли). Тактика "висиджування" вождів загалом показала свою дієвість. 

## Слідча комісія Аба
Перша комісія для розслідування заворушень була скликана в січні 1930 року, але не мала успіху. Друга, яка й відома як слідча комісія Аба, почала роботу в березні 1930 року. Комісія проводила громадські засідання тридцять вісім днів у різних місцях і опитала 485 свідків. З цієї загальної кількості свідків лише близько 103 були жінками. Решту складали місцеві чоловіки та британські чиновники, яких покликали пояснити свою роль у повстанні або чому вони не могли зупинити жінок. 
В британських офіційних джерелах щодо цих подій збереглася назва Жіночі бунти в Абі 1929 року (Aba Women's Riots of 1929). Проте народною назвою є саме жіноча війна ("Ogu Umunwanyi" мовою ігбо та "Ekong Iban" мовою ібібіо), ця назва використовується на противагу дискурсу колоніальної історіографії. 

## Здобутки
Жінки змогли перетворити «традиційні методи створення мереж і виразу незгоди» на потужні механізми, які розворушили колоніальну адміністрацію Британської Нігерії. Жіночі протести проводилися в масштабах, яких колоніальна імперія ніколи не бачила в жодній частині Африки. Повстання розгорнулося на території в 6000 квадратних миль, де проживало близько двох мільйонів людей. До кінця грудня 1929, коли війська відновили порядок, десять тубільних судів були знищені, ряд інших пошкоджені, будинки вождів і інших колаборантів були атаковані, а європейські фабрики в Імо, Абі, Мбаусі та Аматі пограбовані. Але відповідь колоніальної влади була твердою. До відновлення порядку 55 жінок були вбиті колоніальними військами. Британські війська залишили Оверрі 27 грудня 1929 року, а останній патруль з округу Абака вийшов 9 січня 1930 року. До 10 січня 1930 р. повстання вважалося придушеним. В кінці грудня 1929 і на початку січня 1930 було проведено більше тридцяти судів щодо колективних покарань.  
Як вважає Ніна Мба, нова адміністрація під керівництвом губернатора Дональда Камерона врахувала деякі рекомендації жінок щодо перегляду структури місцевої адміністрації, а жіноча війна розглядається як точка поділу в історії британської колоніальної адміністрації в Нігерії з далекосяжними наслідками. Жіноча війна відіграла також важливу роль у піднесенні гендерної рівності, пропонуючи жінкам з соціальних низів можливість активно впливати на життя суспільства. 
В результаті протестів значно покращилася позиція жінок у суспільстві. У деяких районах жінки могли змістити вповноважених вождів. Жінки також отримали позиції в тубільних судах. Після Жіночої війни жіночі рухи набули сили в землях ігбо, багато подій у 1930-х, 40-х і 50-х роках були натхнені Жіночою війною, включаючи податкові протести 1938 року, протести на маслоробках 1940-х років в і Податкове повстання в Аба і Оніча в 1956 року.  
У двох епізодах були викликані британські окружні офіцери і збройні сили змушені були розігнати протести. Під час цих випадків принаймні 50 жінок були застрелені і ще 50 поранені. Самі жінки ніколи нікого серйозно не травмували, не постраждав і жоден з силовиків, які придушували протести.  

## Зовнішні посилання
- Marissa K. Evans, Aba Women's Riots (November-December 1929) [Архівовано 8 жовтня 2010 у Wayback Machine.] at blackpast.org| Нормативний контроль | Freebase: /m/08pz4m · J9U: 987007544416005171 · LCCN: sh97007115 |